# HKC Srijem – Hrvatski dom
Hrvatski kulturni centar Srijem - Hrvatski dom je kulturna udruga Hrvata u Srijemskoj Mitrovici. 

## Povijest
Udruga je do sjednici skupštine Društva 9. listopada 2010. nosila naziv Srijem, a na toj sjednici promijenila naziv u Srijem – Hrvatski dom.
Osnovana je 1997. godine, radi nastavljanja tradicije svih hrvatskih kulturnih društava u Srijemskoj Mitrovici, čiji je rad zabranjen poslije Drugog svjetskog rata, među kojima su Hrvatsko pjevačko društvo Nada (1886.), Hrvatska građanska i obrtnička čitaonica (1886.), Hrvatska čitaonica osnovana 1891., glasilo Hrvatski branik (1893.), Hrvatsko ratarsko i pjevačko društvo Tomislav (1910.), Hrvatsko pjevačko društvo Hrvatska omladina (1920.). Hrvatski dom imao je zgradu iz 1928., koja je Hrvatima dolaskom komunista na vlast oduzeta 1945. godine. 2000-ih je godina vraćena.

## Sekcije
Centar ima literarnu, glazbenu (tamburašku) i folklornu sekciju, likovni odjel Sveta Anastazija, športski odjel te klapu Agape koja njeguje klapsko pjevanje. Tu su odjeli za hrvatsku književnost, slikarstvo i primijenjenu umjetnost, komunikaciju s medijima, Nakladničko novinarski odjel i Pravni odjel. Klapa Agape prvi je put nastupila na reviji dalmatinskih klapa Klape bez mora u crkvi Snježne Gospe u Tekijama kod Petrovaradina 13. rujna 2008. godine.

## Aktivnosti
Održava godišnji koncert, manifestaciju od općinskog značaja. Manifestacije lokalnog značaja koje održava su Božićna priredba 3. nedjelje Adventa te Uskršnja izložba ateljea Sv. Anastazija u uskrsno vrijeme. U lipnju održava manifestaciju Divan je kićeni Srijem te u travnju Srijemci Srijemu (skupa s drugim hrvatskim udrugama u Srijemu), manifestaciju regionalnog značaja. Redoviti je gost Vinkovačkih jeseni.
Godišnje HKC održava koncert pod nazivom Divan je kićeni Srijem, na kojem predstavlja široj javnosti rad svojih sekcija i sve ono što su članovi te hrvatske udruge naučili tijekom godine.
Danas su u upravnom odboru Dario Španović, Ivan Barat, Josip Dujić, Zorica Gelo, Vlatko Hrgović, Bojan Kadar i Ante Kalinić.

## Vanjske poveznice
- Facebook
- YouTube Kanal